# Machine de cirque
Machine de Cirque est une compagnie de cirque de Québec qui a été fondée en 2013 par Vincent Dubé, Ugo Dario, Raphaël Dubé, Maxim Laurin, Frédéric Lebrasseur et Yohann Trépanier. La compagnie produit des spectacles de cirque contemporain qui sont présentés au Canada et à l’international.

## Biographie
Les spectacles de Machine de Cirque ont été présentés à plus de 2000 reprises dans 21 pays en Amérique, Europe et Asie et devant plus de 1 million de spectateurs. 
La première création et production éponyme de l’organisme, Machine de Cirque, lancée en mai 2015, fête ses dix ans en 2025 et est toujours en tournée. Depuis, neuf spectacles se sont ajoutés à la liste des réalisations de Machine de Cirque. 
Le spectacle Truck Stop : La grande traversée, qui raconte les aventures d’un groupe de campeurs lors de leur traversée du continent américain, a été créé en 2018. 
En 2019, Machine de Cirque crée une troisième production intitulée La Galerie, qui fait voyager les spectateurs aux frontières de l’art. 
À l’été 2020, dans le contexte de pandémie de Covid-19, la compagnie présente Fleuve, un parcours circassien in situ à la Baie de Beauport à Québec. 
En octobre 2020, Ghost Light : entre la chute et l’envol, est présenté en première mondial au Festival du cirque actuel CIRCA à Auch (France). 
En octobre 2021, le parcours déambulatoire Errances - 1916 : le second brasier est créé dans l’église Saint-Charles de Limoilou. 
En 2022, Machine de Cirque crée Les 3 géants dans le cadre du festival Montréal Complètement Cirque. La même année, le spectacle Changes pour les cabarets GOP en Allemagne est lancé pour un cycle de trois ans. 
À l’été 2023, Robot infidèle fait ses débuts au Royal Festival à Spa (Belgique) avec une proposition qui lie cirque et théâtre d’objet. 
En février 2024, Grand-Mess’ est présenté dans l’église Saint-Charles de Limoilou dans et pour laquelle il a été créé et où Machine de Cirque est installé depuis 2021, pilotant la formation de Manivelle, centre de création et diffusion des arts. 
Enfin, Kintsugi, spectacle poétique comprenant neuf disciplines circassiennes, fait sa première mondiale en juillet 2024.

## Prix et distinctions
- 2016 : Record Guinness du plus grand nombre de sauts périlleux arrières sur planche coréenne en duo (101), par Maxim Laurin et Ugo Dario[14].
- 2017 : Prix du rayonnement international du Conseil de la Culture des régions de Québec et Chaudière-Appalaches remis à Vincent Dubé, directeur général de Machine de Cirque[15].
- 2019 : Prix Ville de Québec, remis à la compagnie, pour le rayonnement de sa saison 2018-2019[16].
- 2020 : Prix Jeune entrepreneur du Québec remis à Vincent Dubé dans le cadre du Concours provincial ARISTA organisé par la Jeune chambre de commerce de Montréal[17].

- 2024 : Robot infidèle remporte le Prix des Passeurs culturels du Centre culturel de l'Université de Sherbrooke[18].
- 2025 : Le numéro de planche coréenne de groupe issu du spectacle Grand-Mess' remporte le prix Coup de coeur du jury au festival du Cirque de Demain à Paris[2].